# La Venus rubia
La Venus Rubia es una película estadounidense dirigida por Josef von Sternberg y estrenada en 1932. Fue la quinta película donde trabajaron juntos Marlene Dietrich y Josef von Sternberg después de El ángel azul, Marruecos, Fatalidad y El expreso de Shanghai.
El tema dramático es tratado en términos de comedia excéntrica, con tres números musicales diseñados para resaltar el talento de cantante de la Dietrich. Se trata de "You little So-and-So" (música y letra de Sam Coslow y Leo Roben), "I couldn't be annoyed" (música y letra de Leo Roben y Richard A. Whiting), y "Hot Voodoo" (música de Ralph Rainger, letra de Sam Coslow): una larga pieza de unos 8 minutos, en cuya primera parte, que es puramente instrumental, Dietrich se exhibe en una danza donde llevaba un traje de gorila.

## Argumento
Cuenta la historia del feliz matrimonio de la excantante y bailarina de cabaret alemana Helen y el químico norteamericano Edward (Ned), que engendraron al pequeño Johnny. Ned caerá enfermo, contaminado por la radiación. Para recoger de forma rápida el dinero que necesita para su tratamiento, Helen volverá a cantar en el club de noche como "La Venus Rubia". Su vuelta será de gran éxito, y a cambio de una ayuda económica, acepta incluso convertirse en amante del fascinante político y playboy Nick Townsend. Cuando su marido, al volver del tratamiento, descubre la traición, Helen huye con Johnny. Obligada a separarse del niño, se traslada a París, donde retoma las actuaciones con éxito creciente, y de nuevo se reúne con Nick. Los dos deciden volver a los EE. UU., pero Helen no podrá resistir la necesidad de reunirse con su familia (un final feliz impuesto por Paramount).

## Producción
La película, producida por Paramount Pictures, fue rodada del 26 de mayo al 11 de junio de 1932 en California, en el Paramount Ranch, el 2813 de Cornell Road de Agoura y en los Paramount Studios, 5555 de Melrose Avenue en Hollywood.

## Distribución
La película se estrenó en salas el 16 de septiembre de 1932, distribuido por Paramount Pictures.

## Reparto
- Marlene Dietrich: Helen Faraday
- Herbert Marshall: Edward Faraday
- Cary Grant: Nick Townsend
- Dickie Moore: Johnny Faraday
- Gene Morgan: Ben Smith
- Rita La Roy: "Taxi Belle" Hooper
- Robert Emmett O'Connor: Dan O'Connor
- Sidney Toler: El inspector Wilson
- Morgan Wallace: Doctor Pierce
- Clarence Muse: Charlie
- Hattie McDaniel: Cora